# Trehörningen (Malexanders socken, Östergötland)
Trehörningen är en sjö i Boxholms kommun i Östergötland och ingår i Motala ströms huvudavrinningsområde. Sjön har en area på 0,312 kvadratkilometer och ligger 176,5 meter över havet.

## Delavrinningsområde
Trehörningen ingår i det delavrinningsområde (643689-146876) som SMHI kallar för Rinner till Sommen-Västra. Medelhöjden är 182 meter över havet och ytan är 127,12 kvadratkilometer. Det finns inga avrinningsområden uppströms utan avrinningsområdet är högsta punkten. Bulsjöån som avvattnar avrinningsområdet har biflödesordning 3, vilket innebär att vattnet flödar genom totalt 3 vattendrag innan det når havet efter 164 kilometer. Avrinningsområdet består mestadels av skog (56 procent). Avrinningsområdet har 138,86 kvadratkilometer vattenytor vilket ger det en sjöprocent på 30,6 procent.